# Globos de Ouro de 2009
A 14ª edição dos Globos de Ouro ocorreu a 17 de maio de 2009, no Coliseu dos Recreios, em Lisboa. Foi apresentada por Bárbara Guimarães e transmitida na televisão pela SIC, uma das duas organizadoras dos prémios juntamente com a revista Caras.

## Vencedores e nomeados
NotaOs vencedores estão destacados a negrito.

### Cinema
| Melhor Filme | Melhor Actriz | Melhor Actor |
| --- | --- | --- |
| Aquele Querido Mês de Agosto, de Miguel Gomes - Amália - O Filme, de Carlos Coelho da Silva - Entre os Dedos, de Tiago Guedes e Frederico Serra - Mal Nascida, de João Canijo | Sandra Barata Belo — Amália - O Filme - Anabela Moreira — Mal Nascida - Catarina Wallenstein — Lobos - Isabel Abreu — Entre os Dedos | Nuno Lopes — Goodnight Irene - Filipe Duarte — Entre os Dedos - Gonçalo Waddington — Mal Nascida - Ivo Canelas — Arte de Roubar |

### Desporto
| Melhor desportista                                                                                         | Melhor futebolista                                      | Melhor treinador de futebol                                            |
| --- | ------------------------------------------------------- | ---------------------------------------------------------------------- |
| Nelson Évora (atletismo) - Frederico Gil (ténis) - Naide Gomes (atletismo) - Vanessa Fernandes (atletismo) | Cristiano Ronaldo - Bruno Alves - Danny - João Moutinho | Manuel José de Jesus - Jesualdo Ferreira - Jorge Jesus - José Mourinho |

### Moda
| Melhor modelo feminino | Melhor modelo masculino | Melhor estilista                                                       |
| --- | --- | ---------------------------------------------------------------------- |
| Erika Oliveira (Loft Models) - Alice Contreiras (Central Models) - Flor Guerreiro (L'Agence) - Jani Gabriel (Central Models) | Jonathan e Kevin Sampaio (Central Models) - Bruno Rosendo (L'Agence) - Nuno Lopes (Best Models) - Ricardo Claudino (Central Models) | José António Tenente - Alves/Gonçalves - Filipe Faísca - Luís Buchinho |

### Música
| Melhor intérprete individual | Melhor grupo | Artista revelação |
| --- | --- | --- |
| Mariza, com Terra - Camané, com Sempre de Mim - Rui Reininho, com Companhia das Índias - Tony Carreira, com 20 Anos de Canções e O Homem que Sou | Buraka Som Sistema, com Black Diamond - Da Weasel, com Ao Vivo no Pavilhão Atlântico - Deolinda, com Canção ao Lado - Mesa, com Para Todo o Mal | Deolinda, com Canção ao Lado - Classificados, com Classificados - Per7ume, com Per7ume - Rita Redshoes, com Golden Era |

### Teatro
| Melhor Peça ou Espectáculo | Melhor Actriz | Melhor Actor |
| --- | --- | --- |
| West Side Story, de Filipe La Féria - A Floresta, de Luís Miguel Cintra - Cândido ou o Otimismo, de Cristina Carvalhal - Saga-Ópera Extravagante, de João Brites | Maria José Pascoal, em Vieira da Silva par elle même - Beatriz Batarda, em Rock 'n' Roll - Manuela Maria, em Boa Noite, Mãe - Rita Durão, em Don Carlos, Infante de Espanha | José Raposo, em Um Violino no Telhado - Henrique Feist, em Cabaret - João Grosso, em A Noite Árabe - Romeu Costa, em Mona Lisa Show |

### Prémio Mérito e Excelência
- Manoel de Oliveira